# Frikännande
Frikännande är en dom av allmän domstol som innebär att bevisen, vid domstolens prövning, varit otillräckliga för en fällande dom. Den åtalade kan därför inte fällas till ansvar för de rubricerade brott åklagaren anmält till domstolen. Domstolen konstaterar att den åtalade frikänns från ansvar och utdömer ingen brottspåföljd. Kostnaderna för den enskilde, att anlita juridiskt ombud, stannar på staten i dessa fall. 